# Reiter-Regiment (Reichswehr)

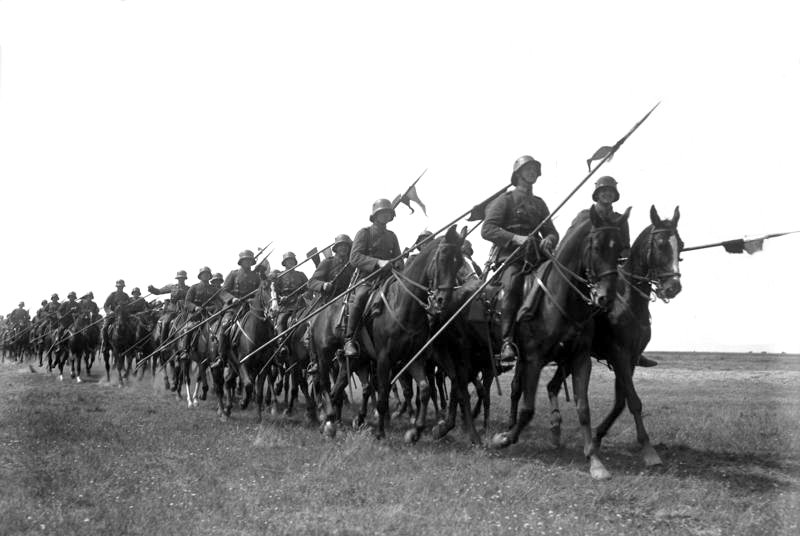
Kavallerie der Reichswehr

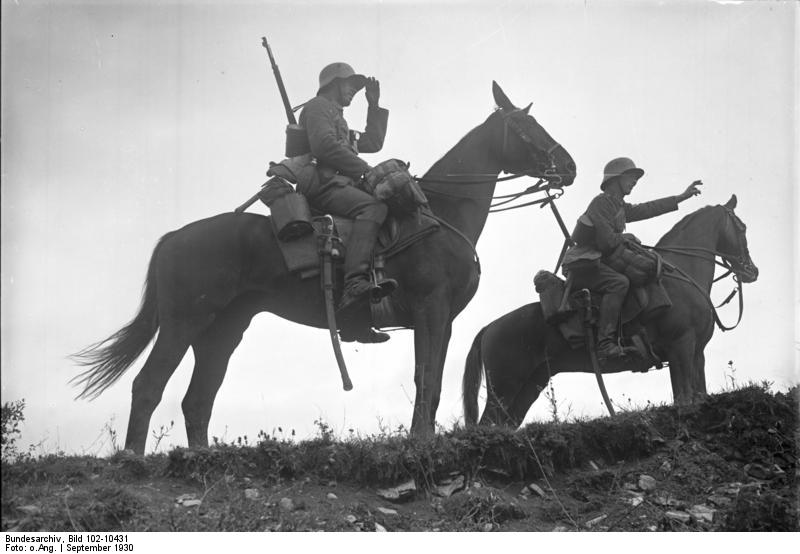
Kavallerie der Reichswehr

Abschied von der Lanze 1928

Die Reiter-Regimenter der Reichswehr wurden aufgrund des Versailler Vertrages (Artikel 180 Tafel III) aufgestellt. Achtzehn Reiter-Regimenter waren drei Kavalleriedivisionen unterstellt. Ein Reiter-Regiment gliederte sich in mehrere Eskadrons. Die Aufgaben und Gliederungen der einzelnen Regimenter waren unterschiedlich und entsprechend der Restrukturierung der Reichswehr mehrfachem Wandel unterlegen. Beispielhaft für die Geschichte eines Regiments ist das Kavallerie-Regiment 18 der Wehrmacht.

## Geschichte
Die Aufstellung der Regimenter begann zum Teil direkt nach dem Ersten Weltkrieg aus der demobilisierten Armee des Kaiserreiches (Friedensheer). Zunächst wurden in der sogenannten Vorläufigen Reichswehr (Frühjahr 1919 bis Ende September 1919) und in der Zeit des Übergangheeres (1. Oktober 1919 bis Mai 1920) Regimenter gebildet. Der 18. Dezember 1919 wurde per Verfügung Nr. 2494/12.19 T2 des Reichswehrministeriums vom 18. Dezember 1919 als Gründungstag für alle Reichswehr-Kavallerie-Regimenter festgesetzt (die tatsächlichen Daten weichen dementsprechend ab). Der Übergang dieser Regimenter zur Wehrmacht erfolgte mit dem 16. März 1935.

## Bezeichnung der Einheiten
Die Bezeichnungen der Einheiten wurden im Verlauf der Geschichte von der Vorläufigen Reichswehr, dem Übergangsheer bis hin zur Bildung der eigentlichen Reichswehr am 1. Januar 1921 in der Regel mehrfach geändert. In der Anfangszeit wurden historische oder landmannschaftliche Bezeichnungen von den Regimentern übernommen, was später durch die Weimarer Vereinbarung vom 16. Juni 1919 zum Artikel 79 S. 2 der Weimarer Verfassung zu den „landsmannschaftlichen Eigenarten“ und die Verordnung HVBl. 1922 Nr. 335 vom 19. Mai 1922 aufgehoben wurden. Am 29. Mai 1922 erhielten die Regimenter die angegebenen landsmannschaftlichen Bezeichnungen.
Die Bezeichnung der Regimenter änderte sich in der Wehrmacht nach Kavallerie-Regiment xx und die landsmannschaftliche Bezeichnung entfiel.

## Organisation
Die nachfolgende Aufstellung stellt die Verbandszugehörigkeit, die Gliederung sowie die Standorte für Anfang 1933 dar.
Reichswehrministerium/Chef der Heeresleitung: Berlin
1. Kavallerie-Division in Frankfurt/Oder (Stab)
zeitweise Gruppenkommando 1 bzw. direkt der Heeresleitung unterstellt.
- 1. (Preußisches) Reiter-Regiment in Tilsit (Stab, 1., 4., Ausb.) und Insterburg (2., 3.)
- 2. (Preußisches) Reiter-Regiment in Osterode/Ostpreußen (Stab, 2., 4., 6.) und Allenstein (1., 3., Ausb.)
- 3. (Preußisches) Reiter-Regiment in Rathenow (Stab, 2., Ausb.) und Stendal (1., 3., 4.)
- 4. (Preußisches) Reiter-Regiment in Potsdam (Stab, 1., 3., Ausb.) und Perleberg (2., 4.)
- 5. (Preußisches) Reiter-Regiment in Stolp (Stab, 3., 4., Ausb.) und Belgard (1., 2.)
- 6. (Preußisches) Reiter-Regiment in Pasewalk (Stab, 1., Ausb.), Schwedt (2., 4.) und Demmin (3., 6.)

2. Kavallerie-Division in Breslau (Stab)
zeitweise Gruppenkommando 1 bzw. direkt der Heeresleitung unterstellt.
- 7. (Preußisches) Reiter-Regiment in Breslau (Stab, 1., 2., 6., Ausb.) und Lüben (3., 4.)
- 8. (Preußisches) Reiter-Regiment in Brieg (Stab, 1., 3., Ausb.), Oels (2.) und Namslau (4.)
- 9. (Preußisches) Reiter-Regiment in Fürstenwalde (Stab, 1., 2., Ausb.) und Beeskow (3., 4.)
- 10. (Preußisches) Reiter-Regiment in Züllichau (Stab, 3., 4., Ausb.) und Torgau (1., 2.)
- 11. (Preußisches) Reiter-Regiment in Neustadt/Oberschlesien (Stab, 3., 4.), Leobschütz (2.) und Ohlau (1., Ausb.)
- 12. (Sächsisches) Reiter-Regiment in Dresden (Stab, 4., 6.), Grimma (1., 3.) und Großenhain (2., Ausb.)

3. Kavallerie-Division in Weimar (Stab)
zeitweise Gruppenkommando 2 bzw. direkt der Heeresleitung unterstellt.
- 13. (Preußisches) Reiter-Regiment in Hannover (Stab, 1., 2., Ausb.) und Lüneburg (3., 4.)
- 14. Reiter-Regiment in Ludwigslust (Stab, 1., Ausb.), Parchim (2.) und Schleswig (3., 4.)
- 15. (Preußisches) Reiter-Regiment in Paderborn (Stab, Ausb.), Neuhaus/Westfalen (1., 2.) und Münster (3., 4., 6.)
- 16. Reiter-Regiment in Erfurt (Stab, 1., 3.), Hofgeismar (2., Ausb.) und Langensalza (4., 6.)
- 17. (Bayerisches) Reiter-Regiment in Bamberg (Stab, 1., Ausb.), Ansbach (2., 3.) und Straubing (4., 6.)
- 18. Reiter-Regiment in Stuttgart-Bad Cannstatt (Stab, 2., Ausb.) und Ludwigsburg (1., 3., 4.)

## Traditionspflege
Die Traditionspflege wurde mit Wirkung zum 24. August 1921 vom damaligen Chef der Heeresleitung Generaloberst Hans von Seeckt für die Reichswehr verfügt. Die Traditionsübernahmen sind jeweils in der Geschichte der einzelnen Regimenter dokumentiert. Eine unvollständige Liste findet sich im Artikel zur Traditionsübernahme.

## Verweise